# Landkreis Bendsburg

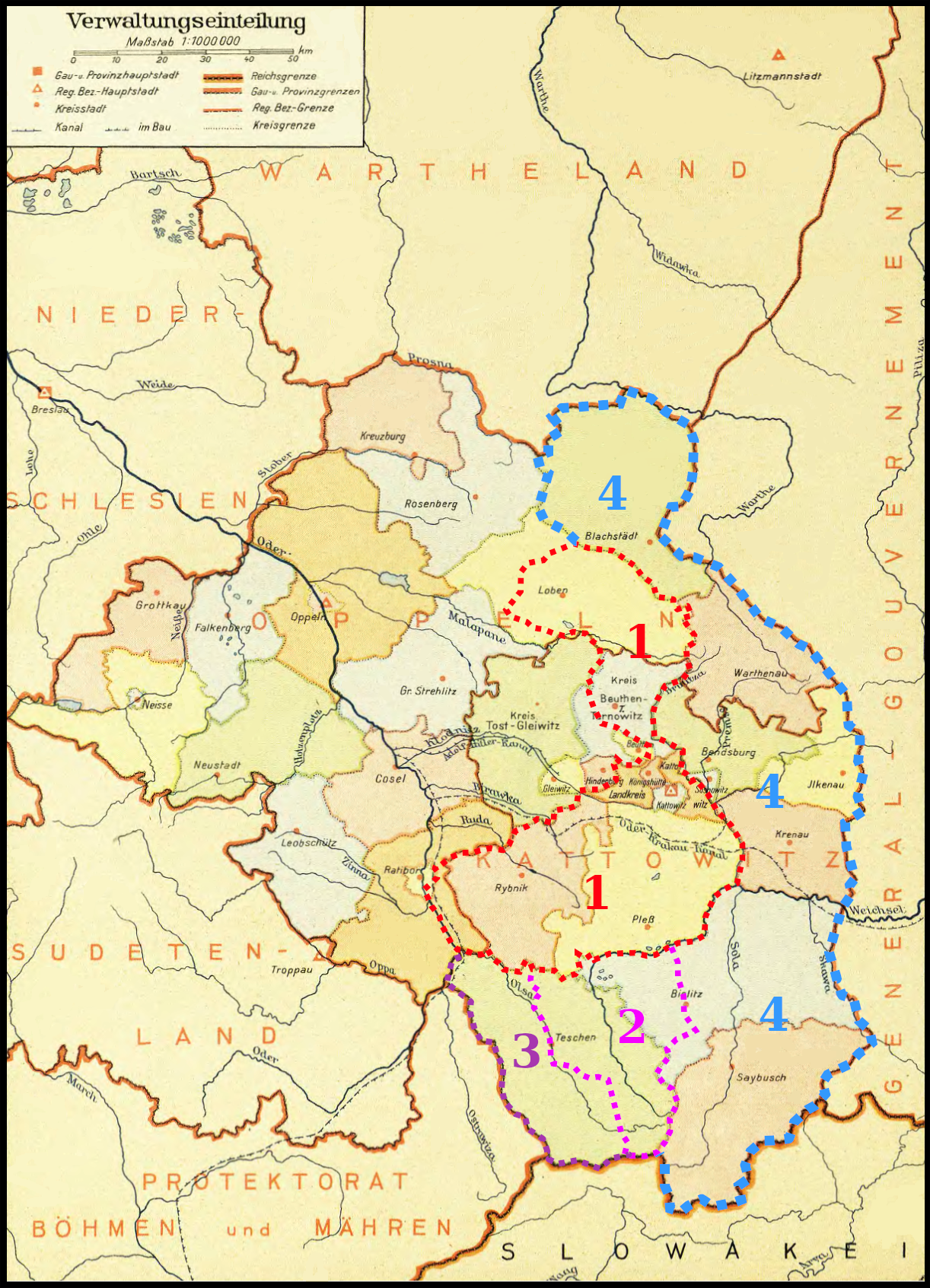
4 – neues „Ostoberschlesien“, vor 1939 Teile der Woiwodschaften Kielce und Krakau

Der Landkreis Bendsburg war ein Landkreis im besetzten Polen und entstand nach der deutschen Besetzung Polens im Jahre 1939 durch Umwandlung des polnischen Powiat Będziński. Der deutsche Landkreis Bendsburg, zuvor Będzin/Bandin, bestand bis Anfang 1945. Er umfasste am 1. Januar 1945:
- 3 nach der Deutschen Gemeindeordnung vom 30. Januar 1935 verwaltete Städte,
- sowie 10 Amtsbezirke mit 63 Gemeinden

mit (1931) insgesamt 231.581 Einwohnern.

## Verwaltungsgeschichte

### Polen
Bei Beginn des Zweiten Weltkrieges gehörte der Powiat Będziński (Powiat (Kreis) mit dem Hauptort Będzin) zur Woiwodschaft Kielce in Polen.
Nach dem Überfall auf Polen und der anschließenden deutschen Besetzung im September 1939 gehörte der polnische Landkreis Będzin vom 26. Oktober 1939 an zunächst zum deutsch verwalteten Generalgouvernement für die besetzten polnischen Gebiete.

### Deutsches Reich
Mit dem 20. November 1939 wurde die Grenze zum Generalgouvernement endgültig festgelegt. Dabei wurde der Landkreis Będzin – jetzt „Bedzin“ geschrieben – völkerrechtswidrig Teil des neuen Regierungsbezirkes Kattowitz in der preußischen Provinz Schlesien.
Das Landratsamt war in Bedzin.
Am 29. Dezember 1939 wurde der Landkreis Bedzin vorläufig in Bandin umbenannt. Diese Bezeichnung setzte sich aber nicht durch.
Zum 18. Januar 1941 wurde die Provinz Schlesien aufgelöst. Aus den bisherigen Regierungsbezirken Kattowitz und Oppeln wurde die neue Provinz Oberschlesien gebildet.
Am 21. Mai 1941 wurde der Name des Landkreises zu Bendsburg eingedeutscht.
Im Frühjahr 1945 wurde das Kreisgebiet durch die Rote Armee besetzt und wurde danach wieder ein Teil Polens.

## Kommunalverfassung
Nach dem Überfall auf Polen wurden bis 1945 allein die Städte Bendsburg, Czeladź und Dombrowa der im Altreich gültigen Deutschen Gemeindeordnung vom 30. Januar 1935 unterstellt, welche die Durchsetzung des Führerprinzips auf Gemeindeebene vorsah. Alle übrigen Gemeinden waren in Amtsbezirken zusammengefasst und wurden durch Amtskommissare verwaltet.

## Politik

### Landkommissar
1939–9999: ?

### Landräte
1939–1940: ?
1940–9999: Grotjan (kommissarisch)
1940–1942: Udo Klausa (1910–1998)
1942–9999: Wolf Hieronymus (1909–1994) (vertretungsweise)
1942–1945: Hans Felden (vertretungsweise)

## Ortsnamen
Durch unveröffentlichten Erlass vom 29. Dezember 1939 galten vorläufig die bisher polnischen Ortsnamen weiter.
Zu einer endgültigen Vergabe rein deutscher Ortsbezeichnungen ist es bis Kriegsende nicht mehr gekommen. Diese war aber bis ins Einzelne bereits vorbereitet. Es handelte sich dabei um lautliche Angleichungen, Übersetzungen, Neuschöpfungen oder Verbesserungen der seit 1939 vorläufig gültigen Namen, zum Beispiel:
- Bobrowniki: Biberland,
- Czeladz: Häuerstadt,
- Dabrowa-Gornicza: ab 1939 Dombrowa, vorgesehen: Redenberg,
- Golonog: Bergenkirch,
- Grodziec: Wehrenberg O.S. (heute zu Będzin),
- (Groß) Strzemieszyce: Strehmen
- Lagisza: ab 1939 Lagischa, vorgesehen: Mildenfeld
- Losien: Lossenwald (heute zu Dąbrowa Górnicza),
- Niwka: Georgsgrube,
- Sonczow: Sonnschau,
- Zagorze: Hohengart.

## Holocaust
Die noch verbliebenen rund 7.000 von (1940) 24.495 Juden
der Kreishauptstadt Bendsburg wurden ghettoisiert, zur Zwangsarbeit gezwungen und bis 1943 in das vierzig Kilometer entfernte KZ Auschwitz deportiert, unter ihnen die Familie von Rutka Laskier.